# Burttia prunoides
Burttia prunoides är en tvåhjärtbladig växtart som beskrevs av E. G. Baker & Exell. Burttia prunoides ingår i släktet Burttia och familjen Connaraceae. Inga underarter finns listade i Catalogue of Life.